# 漢斯·里頓
漢斯·阿希姆·里頓（Hans Achim Litten，1903年6月19日—1938年2月5日）是一位德國律師，曾在1929年到1932年之間代理過對手是國家社會主義德意志勞工黨（納粹黨）的重要政治案件，為捍衛魏瑪共和國期間的工人權利。在1930年的一個案件中，里頓傳喚了作為證人的阿道夫·希特勒，並且與他質證了3個小時。希特勒對此經歷感到惱怒，那年後，他不允許在面前提到漢斯·里頓的名字。作為報復，希特勒在國會縱火案中逮捕了他和其他進步律師及左派。里頓在一個或多個納粹集中營中度過了餘生，其中遭受了嚴刑拷打和很多訊問。最後轉到了達豪集中營，在那裡，他被更加嚴酷地對待，同時被切斷了一切的外部聯絡。關入集中營的5年之後，他訴諸自殺。

## 影视描写
儘管德國存在很多對他的記錄，但由於他的政治觀點既不完全符合西方，又不符合共產黨的戰後宣傳，里頓被忘記多年，直到BBC播放了設定於1931年夏天的柏林的《一個妨礙了希特勒的人》電視電影。
2020年，德国电视剧《巴比伦柏林》第三季演出了基于里頓的真实身份而设置的角色。

## 延伸閱讀
- Gerhard Baatz, "Zum 100. Geburtstag von Hans Litten", Neue Juristische Wochenschrift (2003) p. 1784 （德文）
- Gerhard Baatz, Hans Litten. BRAK-Mitteilungen (2001) p. 11 （德文）
- Heinz Düx, Anwalt gegen Naziterror in Streitbare Juristen, Nomos-Verlag, Baden-Baden (1988) （德文）
- Max Fürst, Talisman Scheherezade, Carl Hansen Verlag, München (1976) （德文）
- Benjamin Carter Hett, Crossing Hitler: The Man Who Put the Nazis on the Witness Stand
- Justizministerium des Landes NRW (ed.), Zwischen Recht und Unrecht - Lebensläufe deutscher Juristen, Recklinghausen (2004) （德文）
- Irmgard Litten, Beyond Tears, Alliance Book Corporation, New York (1940)
- Irmgard Litten, Die Hölle sieht dich an,  Ed. Nouvelles Internat., Paris (1940) （德文）
- Maren Witthoeft, Hans Litten, Kritische Justiz 1998, p. 405 （德文）

## 外部連結
- Short biography of Hans Litten and photos of Litten birthplace (Geburtshaus)  （德文）